# Villard-sur-Doron
Villard-sur-Doron é uma comuna francesa na região administrativa de Auvérnia-Ródano-Alpes, no departamento de Saboia. Estende-se por uma área de 22,21 km². Em 2010 a comuna tinha 735 habitantes (densidade: 33,1 hab./km²).